# Ruimteverdrag

Ondertekend en geratificeerd
Alleen ondertekend
Niet ondertekend

Het Ruimteverdrag, officieel het Verdrag inzake de beginselen waaraan de activiteiten van Staten zijn onderworpen bij het onderzoek en gebruik van de kosmische ruimte, met inbegrip van de maan en andere hemellichamen, is een verdrag dat de basis vormt voor het internationale ruimterecht. Het verdrag werd op 19 december 1966 door middel van resolutie 2222 aangenomen door de Algemene Vergadering van de Verenigde Naties. Vervolgens werd het op 22 januari 1967 in Londen, Moskou en Washington D.C. opengesteld voor ondertekening en werd van kracht op 10 oktober 1967. Op 23 mei 2025 was het verdrag door 117 landen geratificeerd en door nog eens 26 landen ondertekend.
In 1979 werd het Maanverdrag ondertekend dat beoogd werd als een uitbreiding op het Ruimteverdrag maar omdat dit verdrag slechts door 16 landen (waaronder Nederland en België) werd geratificeerd, waarvan geen enkele een zelfstandige ruimtevarende natie was, geldt dit in de praktijk als een dode letter.

## Belangrijke punten uit het verdrag
- Verkenning en gebruik van de ruimte zal worden uitgevoerd in het voordeel en belang van alle staten en de ruimte moet worden beschouwd als een provincie voor de gehele mensheid.
- De ruimte is vrij te verkennen en te gebruiken voor elke staat.
- Er kan geen soevereiniteit opgeëist worden over de ruimte of hemellichamen.
- Staten zullen geen nucleaire wapens en andere massavernietigingswapens in een baan om de aarde brengen, op hemellichamen plaatsen of op enig andere manier in de ruimte stationeren.
- De maan en andere hemellichamen zullen exclusief gebruikt worden voor vreedzame doeleinden.
- Ruimtevaarders zullen beschouwd worden als gezanten van de mensheid.
- Staten zijn verantwoordelijk voor activiteit in de ruimte uitgevoerd door overheidsinstellingen en particuliere instellingen.
- Staten zijn verantwoordelijk voor schade veroorzaakt door een door hen gebouwd ruimtevaartuig.
- Schadelijke besmetting van de ruimte en hemellichamen moet vermeden worden.[2]